# Astèrix i Cleopatra (pel·lícula)
Astèrix i Cleopatra (títol original en francès, Astérix et Cléopâtre) és una pel·lícula de dibuixos animats francobelga estrenada el 19 de desembre de 1968 basada en el còmic homònim Astèrix i Cleopatra, de René Goscinny i Albert Uderzo. Es tracta de la segona pel·lícula de les aventures d'Astèrix el gal, després d'Astèrix el gal (1967). Aquesta pel·lícula ha estat doblada al català.

## Argument
«El teu poble és decadent; és incapaç de grans empreses». Aquestes paraules les diu Juli Cèsar a Cleopatra, la qual, enfurismada, decideix demostrar-li de què és capaç. Per això mana que, en un termini de tres mesos, es construeixi a Juli Cèsar un gran palau a Alexandria. L'arquitecte encarregat de portar a terme aquest projecte és Numerobis. Si no ha aconseguit acabar el palau en el temps establert es convertirà en un plat llaminer per als cocodrils. Numerobis, com que no està gaire segur de poder complir el tracte, demana ajuda a un mag gal, Panomàrix. Finalment, Panoràmix, Astèrix i Obèlix -i també Idèfix- acompanyaran l'arquitecte i l'ajudaran en la construcció del palau. Quan els gals tornen al seu poblat celebren amb un gran banquet la victòria.